# Wdówka rajska
Wdówka rajska (Vidua paradisaea) – gatunek średniej wielkości ptaka z rodziny wdówek (Viduidae). Występuje w południowej i wschodniej Afryce. Nie jest zagrożona wyginięciem.
Według XIX-wiecznego autora Johna George’a Wooda był to gatunek popularny w ptaszarniach w ówczesnej Anglii i Francji.

## Taksonomia
Gatunek opisał już Karol Linneusz w 1758. Holotyp pochodził z Angoli. Linneusz przydzielił gatunkowi nazwę Emberiza paradisaea. Obecnie (2021) Międzynarodowy Komitet Ornitologiczny umieszcza wdówkę rajską w rodzaju Vidua, uznając ją przy tym za gatunek monotypowy. Dawniejsi autorzy uznawali wdówki: rajską, szerokosterną (V. obtusa), ozdobną (V. orientalis), długosterną (V. interjecta) oraz rdzawoszyją (V. togoensis) za jeden gatunek. Badania molekularne wskazują na to, że wdówki rajska i szerokosterna to gatunki siostrzane.

## Morfologia
Wdówka rajska osiąga długość ciała 13–14 cm; w przypadku samców z dekoracyjnym ogonem jest to 36–39 cm. Masa ciała wynosi 18–24 g. Samiec w szacie godowej jest ubarwiony czarno z pomarańczowoczerwonym karkiem, bokami szyi, piersią oraz białokremowym brzuchem, natomiast samica jest ubarwiona brunatno, z czarnobrunatnymi skrzydłami, ogonem oraz białym spodem ciała.

## Występowanie
Wdówka rajska zamieszkuje południową oraz wschodnią część Afryki. Jej zasięg występowania obejmuje południowo-wschodni Sudan (także Sudan Południowy), Etiopię (poza pustynią Ogaden i wsch. górami Bale), Somalię na zachód od południka 47° E, wschodnią DRK, wschodnią Ugandę, Kenię, Tanzanię. Do tego obszar od zachodniej i południowej Angoli oraz południowej Zambii po Malawi, Mozambik, centralną i południową Namibię, centralną i południowo-wschodnią Botswanę, Zimbabwe, Suazi oraz północne i północno-wschodnie RPA.

## Ekologia
Wdówka rajska zamieszkuje suchą, otwartą sawannę z porozrzucanymi drzewami i krzewami, np. akacjami, Brachystegia i Colosphermum mopane. Odwiedza pobliskie uprawy oraz wiejskie ogrody. Żywi się nasionami oraz owadami. Przeważnie żeruje na ziemi. Samiec naśladuje głosy i pieśń gospodarza – melby pstrej (Pytilia melba).

### Lęgi
Wdówki rajskie to poligyniczne pasożyty lęgowe. Samiec broni terytorium wielkości do 3 ha, na którym z eksponowanych miejsc zaleca się do samic. Niekiedy stara przypodobać się i samicom innego gatunku, np. wdówki atłasowej (V. chalybeata). W Etiopii okres składania jaj przypada na maj–czerwiec, w RPA – głównie od marca do maja. Samica wdówki rajskiej składa do gniazda melby pstrej lub motylika fioletowouchego (Uraeginthus granatinus) 1–3 jaja. Są wysiadywane przez przybraną matkę przez ok. 11 dni. Pisklęta wdówki naśladują zachowanie i głosy piskląt gospodarza. Młode są w pełni samodzielne w wieku 27–30 dni.

## Status
IUCN uznaje wdówkę rajską za gatunek najmniejszej troski (LC, Least Concern) nieprzerwanie od 1994 roku. Liczebność populacji nie została oszacowana, ale jej trend uznawany jest za stabilny.